# Comité franco-allemand de coopération transfrontalière
Le Comité franco-allemand de coopération transfrontalière (CCT), ou Deutsch-französischer Ausschuss für Grenzüberschreitende Zusammenarbeit (AGZ) en allemand, a son siège à Kehl, au Rehfusplatz.
Il a été institué en 2019, lors du Traité d'Aix-la-Chapelle, et constitué le 22 janvier 2020, lors de la journée franco-allemande. Son secreétariat a lui été institué à Kehl en janvier 2021.
Son but est d'accélérer, simplifier la coopération, en impliquant tous les acteurs en son sein.

## Programme d'action
Les sujets traités couvrent une large palette, l'économie, les services publics, la transition énergétique, l’enseignement, la mobilité. On a eu concrètement :
- la coopération sanitaire transfrontalière ;
- l’apprentissage transfrontalier ;
- les lignes ferroviaires transfrontalières ;
- la simplification des procédures administratives ;
- la création de réseaux d’hydrogène transfrontaliers.

Le CCT se veut accélérateur de règlement de litiges.
En son sein, un groupe de travail sur l’observation territoriale transfrontalière s'est crée, aussi en 2023 un groupe de travail pour développer des méthodes destinées à l’analyse d’impact de futures lois allemandes et françaises sur les territoires frontaliers

## Réunions
Il se réunit depuis 2020, au moins 2 fois par an :
- 22 janvier 2020, installation à Hambach[6] ;
- 31 mai 2021 ;
- 11 octobre 2021 à Kehl ;
- 12 mars 2022 à Strasbourg ;
- 17 octobre 2022 à Metz ;
- 12 juin 2023 à Landau ;
- 23 octobre 2023 à Offenbourg ;
- 16 avril 2024 à Strasbourg[7].